# Eomaia scansoria
Eomaia scansoria ist ein ausgestorbenes Säugetier, das als einer der ältesten Vertreter der Höheren Säugetiere (Eutheria) angesehen wird.
Seine Überreste entstammen den Sedimentgesteinen der Jehol-Gruppe der chinesischen Provinz Liáoníng. Eomaia lebte somit im Barremium (jüngere Unterkreide), vor etwa 125 Millionen Jahren.

## Etymologie
Das Binomen Eomaia scansoria bedeutet so viel wie „kletternde frühe Mutter“.

## Beschreibung
Das Fossil ist 10 Zentimeter lang und fast vollständig erhalten. Das Körpergewicht des lebenden Tieres wird auf 20–25 Gramm geschätzt. Für eine 125 Millionen Jahre alte Versteinerung ist sie außergewöhnlich gut erhalten. Obwohl der Schädel flachgedrückt ist, sind Zähne, kleine Fußknochen, Knorpel und sogar das Fell zu erkennen.

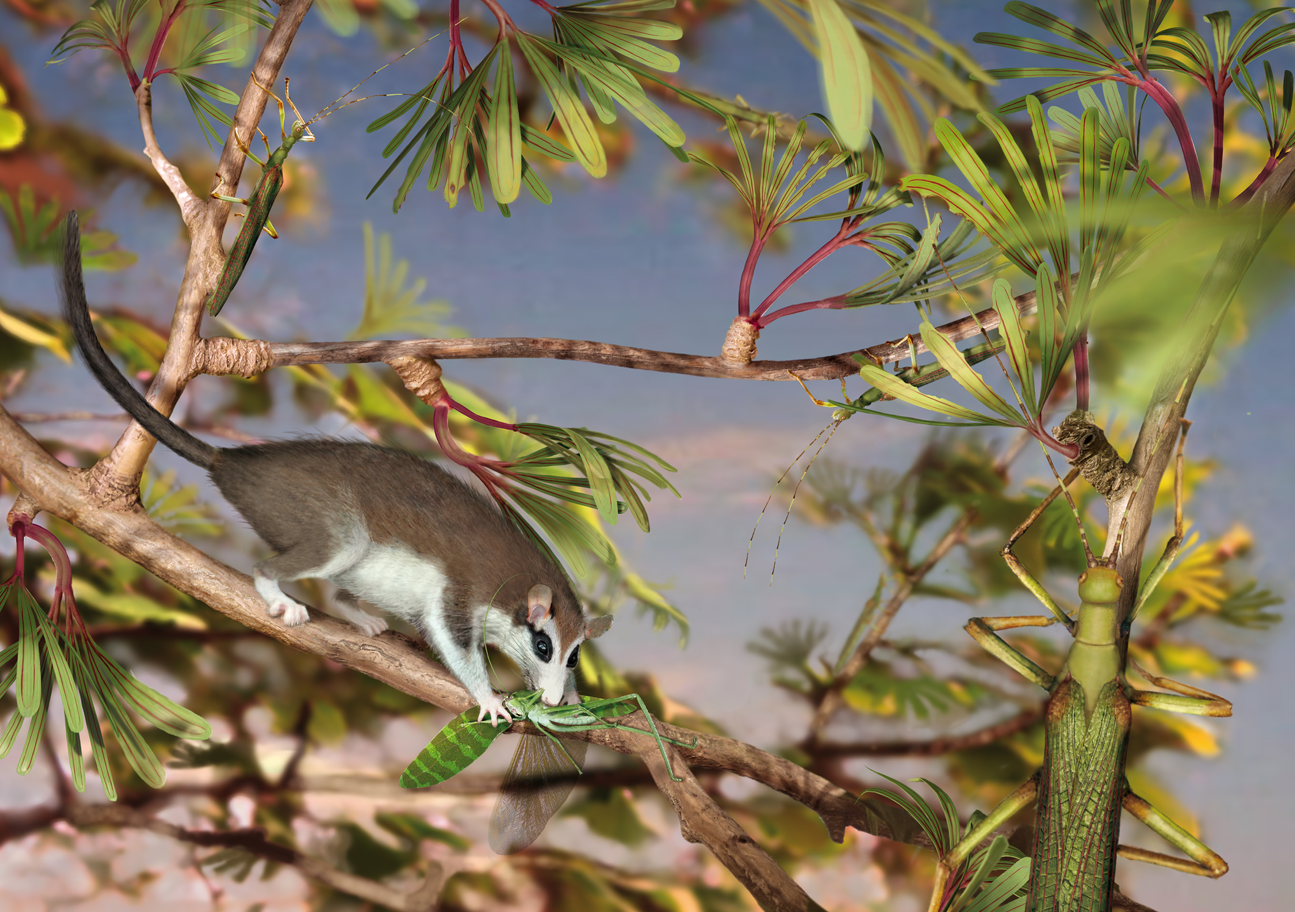
Lebendrekonstruktion von Eomaia scansoria

Die Enge des Beckens lässt darauf schließen, dass Eomaia lebende Junge gebar, die aber nicht weit entwickelt waren. Dies ist ein Indiz für eine nur schwach entwickelte Plazenta.
Der Erstbeschreibung zufolge hatte das Tier einen Beutelknochen. Er ist für Höhere Säugetiere höchst ungewöhnlich, jedoch von frühen Vertretern bekannt. Ansonsten ist er ein Merkmal der Beutelsäuger, Kloakentiere und der Therapsiden, aus denen sich die Säugetiere entwickelten.
Eomaia besaß die charakteristische ursprüngliche Zahnformel der Höheren Säugetiere: 5.1.5.3/4.1.5.3. Das heißt, das Tier hatte fünf obere und vier untere Schneidezähne und fünf Vorbackenzähne. Diese Zahlen sind für die modernen Höheren Säuger untypisch; hier findet man drei Schneidezähne oben und unten sowie vier Vorbackenzähne.
Vor dem Fund von Eomaia war der älteste Nachweis für Haare 60 Millionen Jahre alt; Eomaia ist etwa 65 Millionen Jahre älter. Das heißt aber nicht, dass ältere Säugetiere unbehaart gewesen wären. Skelettmerkmale legen nahe, dass schon die Vorfahren der Säugetiere in der Untertrias oder im Oberperm Haare besaßen. Fell versteinert jedoch sehr selten, und die gute Erhaltung der Liáoníng-Fossilien ist außergewöhnlich.

## Systematik
Der Paläontologin Anne Weil zufolge war Eomaia kein Plazentatier. Es handelte sich vielmehr um einen frühen und primitiven Vertreter aus dem Stamm aller Plazentatiere.
Im Ergebnis einer Verwandtschaftsanalyse auf Basis von 268 Merkmalen, die von allen Säugetiergroßgruppen des Erdmittelalters und den wichtigsten Eutheria-Familien der Kreidezeit zusammengetragen wurden, steht Eomaia scansoria zusammen mit Murtoilestes und Prokennalestes nahe der Wurzel des Eutherienstammbaums. Die drei Taxa stehen den heutigen Plazentatieren offensichtlich näher als den heutigen Beuteltieren. Die Position von Eomaia an der Basis der Eutheria beruht auf Merkmalen ihres Gebisses, Handgelenks und Knöchels.
|  | Sinodelphys szalayi      |
|  |                          |
|  | känozoische Beutelsäuger |
|  |                          |

|                                                 | Juramaia sinensis |
|                                                 | |
|                                                 | Montanalestes keeblerorum |
|                                                 | |
|                                                 | \| \| Murtoilestes abramovi \| \| \| \| \| \| Eomaia scansoria \| \| \| \| \| \| Prokennalestes trofimovi \| \| Vorlage:Klade/Wartung/3 \| \| |
|                                                 | |
|                                                 | känozoische Plazentatiere |
| Vorlage:Klade/Wartung/3 Vorlage:Klade/Wartung/4 | |
|                                                 | Murtoilestes abramovi |
|                                                 | |
|                                                 | Eomaia scansoria |
|                                                 | |
|                                                 | Prokennalestes trofimovi |
| Vorlage:Klade/Wartung/3                         | |

|                         | Murtoilestes abramovi    |
|                         |                          |
|                         | Eomaia scansoria         |
|                         |                          |
|                         | Prokennalestes trofimovi |
| Vorlage:Klade/Wartung/3 |                          |

|  | Sinodelphys szalayi      |
|  |                          |
|  | känozoische Beutelsäuger |
|  |                          |

|                                                 | Juramaia sinensis |
|                                                 | |
|                                                 | Montanalestes keeblerorum |
|                                                 | |
|                                                 | \| \| Murtoilestes abramovi \| \| \| \| \| \| Eomaia scansoria \| \| \| \| \| \| Prokennalestes trofimovi \| \| Vorlage:Klade/Wartung/3 \| \| |
|                                                 | |
|                                                 | känozoische Plazentatiere |
| Vorlage:Klade/Wartung/3 Vorlage:Klade/Wartung/4 | |
|                                                 | Murtoilestes abramovi |
|                                                 | |
|                                                 | Eomaia scansoria |
|                                                 | |
|                                                 | Prokennalestes trofimovi |
| Vorlage:Klade/Wartung/3                         | |

|                         | Murtoilestes abramovi    |
|                         |                          |
|                         | Eomaia scansoria         |
|                         |                          |
|                         | Prokennalestes trofimovi |
| Vorlage:Klade/Wartung/3 |                          |